# Uniwersytet w Hajfie
Uniwersytet w Hajfie (hebr. אוניברסיטת חיפה) – izraelska uczelnia publiczna znajdująca się w mieście Hajfa.

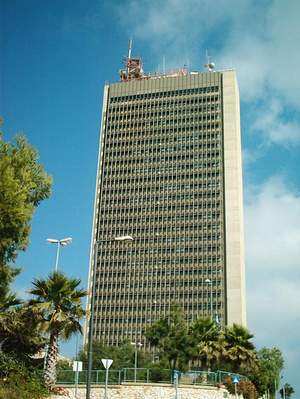
Uniwersytet w Hajfie

## Historia
Instytucja została założona w 1963 przez ówczesnego burmistrza Hajfy, Abbę Chusziego. Naukowy personel stanowiło 180 wykładowców, dzięki którym uruchomiono dziesięć wydziałów: studiów biblijnych, literatury i języka hebrajskiego, historii Izraela, historii powszechnej, literatury i języka francuskiego, literatury i języka angielskiego, literatury i języka arabskiego, geografii, socjologii i politologii.
Pierwszą siedzibą uczelni był budynek Erdstein w dzielnicy Hadar ha-Karmel. Następnie przeniesiono ją do siedziby obecnego piątego liceum w dzielnicy Merkaz ha-Karmel. W 1966 uniwersytet przeprowadził się do nowo wybudowanego kampusu na szczycie góry Karmel. W 1972 roku Uniwersytet w Hajfie ogłosił niepodległość i stał się szóstą instytucją akademicką w Izraelu i czwartym uniwersytetem.